# Општина Плопшору (Горж)
Плопшору (рум. Plopşoru) општина је у Румунији у округу Горж.
Oпштина се налази на надморској висини од 153 m.